# جاستن شو
جاستن شو هو لاعب كرة القدم الكندية كندي، ولد في 23 سبتمبر 1982 في فيكتوريا في كندا.